# Patrícia Godinho Gomes
Pour les articles homonymes, voir Godinho.
Patrícia Godinho Gomes, née le 26 juin 1972, est une historienne et universitaire de Guinée-Bissau dont la recherche se concentre sur le rôle des femmes dans la résistance anticoloniale, le féminisme africain et le genre dans les pays lusophones avec un accent particulier sur la Guinée-Bissau et le Cap-Vert.

## Biographie
Elle naît en Angola le 26 juin 1972. Elle grandit en Guinée-Bissau. Elle étudie au Portugal à l'Université technique de Lisbonne et obtient en 1995 un diplôme en sciences politiques, avec une spécialisation en études africaines. Elle étudie ensuite pour son doctorat à l'Université de Cagliari et obtient son diplôme en 2002. De 2006 à 2010, elle détient une bourse postdoctorale dans la même université. De 2014 à 2018, Patrícia effectue des recherches et enseigne des études ethniques et africaines à l'Université fédérale de Bahia. À partir de 2020, elle est chercheuse associée à l'Institut national d'études et de recherche en Guinée-Bissau. Elle est membre du comité exécutif du Conseil pour le développement de la recherche en sciences sociales en Afrique (CODESRIA), de l'Institut National d'Etudes et de Recherche (INEP) et du Réseau Africain des Frontières (ABORNE). Elle collabore à la base de données Biographies des femmes africaines, hébergée par l'Université fédérale de Bahia.
L'expérience des femmes dans les pays lusophones d'Afrique et leur résistance anticoloniale est au cœur de ses recherches,. En 2017, elle travaille sur un projet de recherche comparative, qui examine les expériences des femmes africaines et afro-brésiliennes dans une perspective sud-mondiale. Étant donné que la Guinée-Bissau et le Brésil sont des colonies portugaises, l'examen des différences entre les héritages coloniaux en matière de genre est un sujet de recherche important. Elle travaille également sur le rôle que les femmes de Guinée-Bissau ont joué dans la production intellectuelle du pays. En 2019, elle donne des conférences sur les femmes, le panafricanisme et le marxisme à la Faculté de droit de l'UFBA. Elle est une experte de la vie de Teodora Inácia Gomes.

## Publications
- Encontros e desencontros de lá e de cá do Atlântico: mulheres africanas e afro-brasileiras em perspectivas de gênero (SciELO-EDUFBA, 2017)[11].
- 'A Mulher guineense como sujeito e objecto do debate histórico contemporâneo: Excertos da história de vida de Teodora Inácia Gomes' Africa Development (2016)[10].
- 'A importância das Forças Armadas Revolucionárias do Povo (F.A.R.P.) na luta pela libertação da Guiné-Bissau' Poiésis (2010)[12].